# Nils Wasastjerna

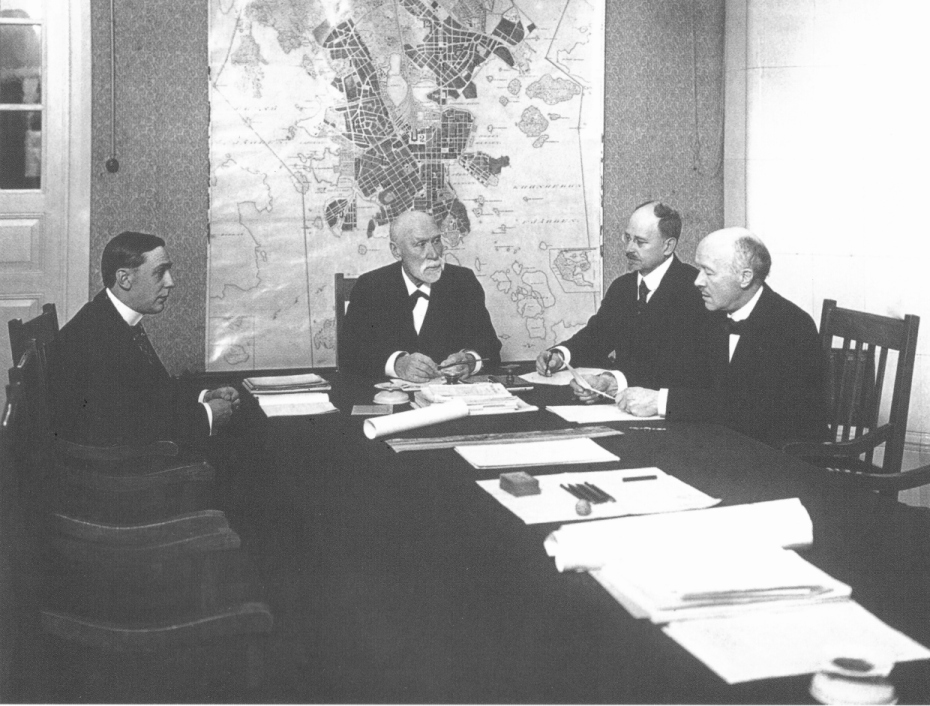
Réunion du comité de direction du Musée municipal d’Helsinki, de gauche à droite: Nils Wasastjerna,, Bertel Jung et Magnus Schjerfbeck.

Nils Jakob Wasastjerna (né le 31 mai 1872 à Helsinki – décédé le 14 novembre 1951 à Helsinki) est un architecte d'intérieur, critique d'art et écrivain finlandais.

## Biographie
Il est directeur du Musée municipal d’Helsinki de 1913 à 1920.
Il est aussi critique d'art de 1911 à 1912 à Nya Pressen et de 1912 à 1923 à Hufvudstadsbladet.

## Ouvrages
- (sv) Nils Wasastjerna, Finskt arkitektur 1904–1908, Helsinki, Helios
- (sv) Nils Wasastjerna, En krönika om Helsinginfors, Helsinki, Söderström, 1941, 195 p.
- (sv) Nils Wasastjerna, Helsingfors. Tre kulturverk, Helsinki, Söderström, 1948